# Schrannenstraße 1 (Kitzingen)

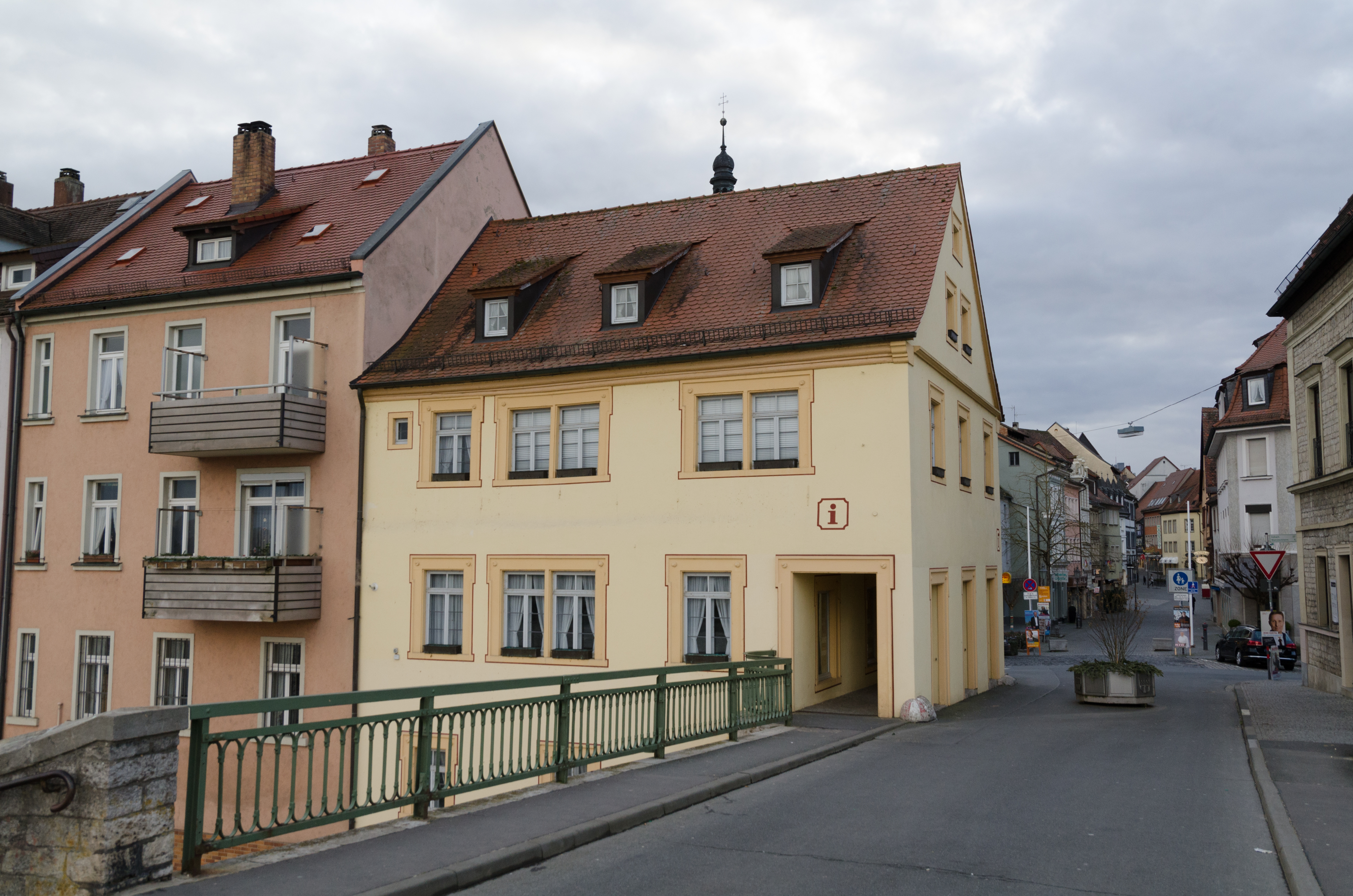
Kitzingen, Haus Schrannenstraße 1 vor dem Umbau 2021

Das Haus Schrannenstraße 1 (auch Nieser-Haus) ist ein denkmalgeschütztes Gebäude inmitten der Altstadt der Großen Kreisstadt Kitzingen im gleichnamigen bayerischen Landkreis. Das Gebäude am Aufgang zur Alten Mainbrücke beherbergt heute die Touristinformation der Stadt.

## Geschichte
Das Haus in der Schrannenstraße 1 geht auf das beginnende 18. Jahrhundert zurück. Der Standort ist allerdings schon wesentlich länger bebaut. Ursprünglich war hier im Spätmittelalter ein Teil der Kitzinger Stadtmauer zu finden, die den Aufgang zur alten Mainbrücke sicherte. Die Flussseite war mit mehreren in die Mauer gebauten Rundtürmen geschützt, die potentielle Angreifer von einer Eroberung der Stadt abhalten sollten. Nach dem Dreißigjährigen Krieg verlor die Stadtmauer ihre Sicherungsaufgaben und wurde teilweise überbaut.
Das sogenannte Nieser-Haus entstand in der Zeit um 1700. Eine dendrochronologische Untersuchung der Dachbalken ergab, dass die Hölzer vor etwa 300 Jahren gefällt worden waren. Im 20. Jahrhundert betrieb Kaspar Nieser einen Kolonialwarenladen am Aufgang zur Mainbrücke. Das Geschäft ging später an seine Tochter über, die es nach 1950 aufgab. Nachdem das Geschäft noch einige Jahre von Willy Lemke weiter geführt wurde, zog im Jahr 1990 die Touristinformation der Stadt Kitzingen in die Räumlichkeiten ein. Vorausgegangen war eine Sanierung in den Jahren 1988 und 1989. Zwischen 2021 und 2023 wurde erneut umgebaut. So verschwanden nun auch die Arkaden, die nachträglich eingebaut worden waren.
Das Haus wird vom Bayerischen Landesamt für Denkmalpflege als Baudenkmal eingeordnet. Untertägige Überreste von Vorgängerbauten sind als Bodendenkmal geführt. 

## Beschreibung
Das Haus in der Schrannenstraße 1 präsentiert sich als zweigeschossiger Satteldachbau. Es steht traufständig in Richtung der Schrannenstraße, die Giebelseite erhebt sich parallel zur Mainbrücke. Es entstand zur Zeit des fränkischen Barock, worauf die geohrten Fenster- und Türrahmungen verweisen. Das Haus besitzt auf der Brückenseite als Gliederungselemente Eckpilaster, die Geschosse sind durch ein Gesims voneinander abgegrenzt. Das Dach wird von drei Gauben beherrscht, bei denen es sich um spätere Einbauten handelt.